# 小牧久時
小牧 久時（こまき ひさとき、1926年 - ）は、日本の農学者。

## 概要
1959年、京都大学大学院博士課程修了、農学博士。奈良女子大学講師、武庫川女子大学教授等を歴任。1992年ライナス・ポーリング（ノーベル化学賞受賞、ノーベル平和賞受賞）とともに国際地球環境大学を創立、名誉総長に就任。
農学者として活動する一方、宗教的な言動も多い。青年時代から国際平和を目的とした絶対菜食（ヴィーガニズム）を実践しており、谷口雅春に称賛された。生長の家宇治別格本山で講演したこともあり、国づくり人づくり財団の結成にも関与しているが、その関係者には村上正邦を始め谷口雅春の関係者も多く役員に加わっている。妙法蓮華宗の玉井礼一郎とも共著を記している。